# Американский лебедь
Американский лебедь, или американский тундровый лебедь (лат. Cygnus columbianus) — небольшого размера лебедь, распространённый в тундровой зоне северного полушария. Некоторые орнитологи выделяют малого лебедя (подвид C. c. bewickii), обитающего в Палеарктике, в отдельный вид, однако большинство учёных всё же полагают, что это один из двух подвидов тундрового лебедя. Второй подвид C. c. columbianus распространён в Северной Америке. Иногда российские популяции, обитающие восточнее Таймыра, выделяют в подвид C. c. jankowskii, однако такая практика не общепринята.

## Описание
Тундровый лебедь — наименьший из всех лебедей, обитающих в северном полушарии — его длина составляет 115—146 см, размах крыльев 170—195 см, а вес 4—9,5 кг. Подвид C. c. bewickii имеет внешнее сходство с евразийским лебедем-кликуном (Cygnus cygnus), однако по сравнению с ним заметно меньше, имеет более короткую шею и более округлые очертания головы. Рисунок клюва различается у отдельных особей, но в отличие от лебедя-кликуна чёрный цвет в нём превалирует над жёлтым.

## Распространение
Распространён по тундре и отчасти лесотундре Северной Америки от Аляски до Баффиновой Земли. Селится в самых глухих и труднодоступных местах. Зимует вдоль Тихоокеанского побережья Северной Америки до Калифорнии и Атлантического до Флориды. Встречается в России на Анадыре, Командорских островах и на Чукотке.

## Подвиды
Международный союз орнитологов выделяет два подвида:
- Cygnus columbianus bewickii Yarrell, 1830
- Cygnus columbianus columbianus (Ord, 1815)